# Zona Norte de Río de Janeiro
La Zona Norte de Río de Janeiro es una área geográfica del municipio de Río de Janeiro, Brasil. Se ubica al norte del Macizo de Tijuca, al sur de la Baixada Fluminense y al oeste de la bahía de Guanabara. En esta zona se encuentras diversas atracciones turísticas de la ciudad como el Sambódromo, el estadio Maracanã, la Quinta de Boa Vista y el Aeropuerto de Galeão.
La Zona Norte, reforzando la percepción de peligrosidad relacionada con la ciudad de Río de Janeiro, tiene una tasa de criminalidad superior a otras zonas de la ciudad y una alta concentración de favelas.